# Бромейс, Иоганн Конрад
Иоганн Конрад Бромейс (нем. Johann Conrad Bromeis; 1788—1885) — немецкий архитектор, отец художника Августа Бромейса.

## Биография

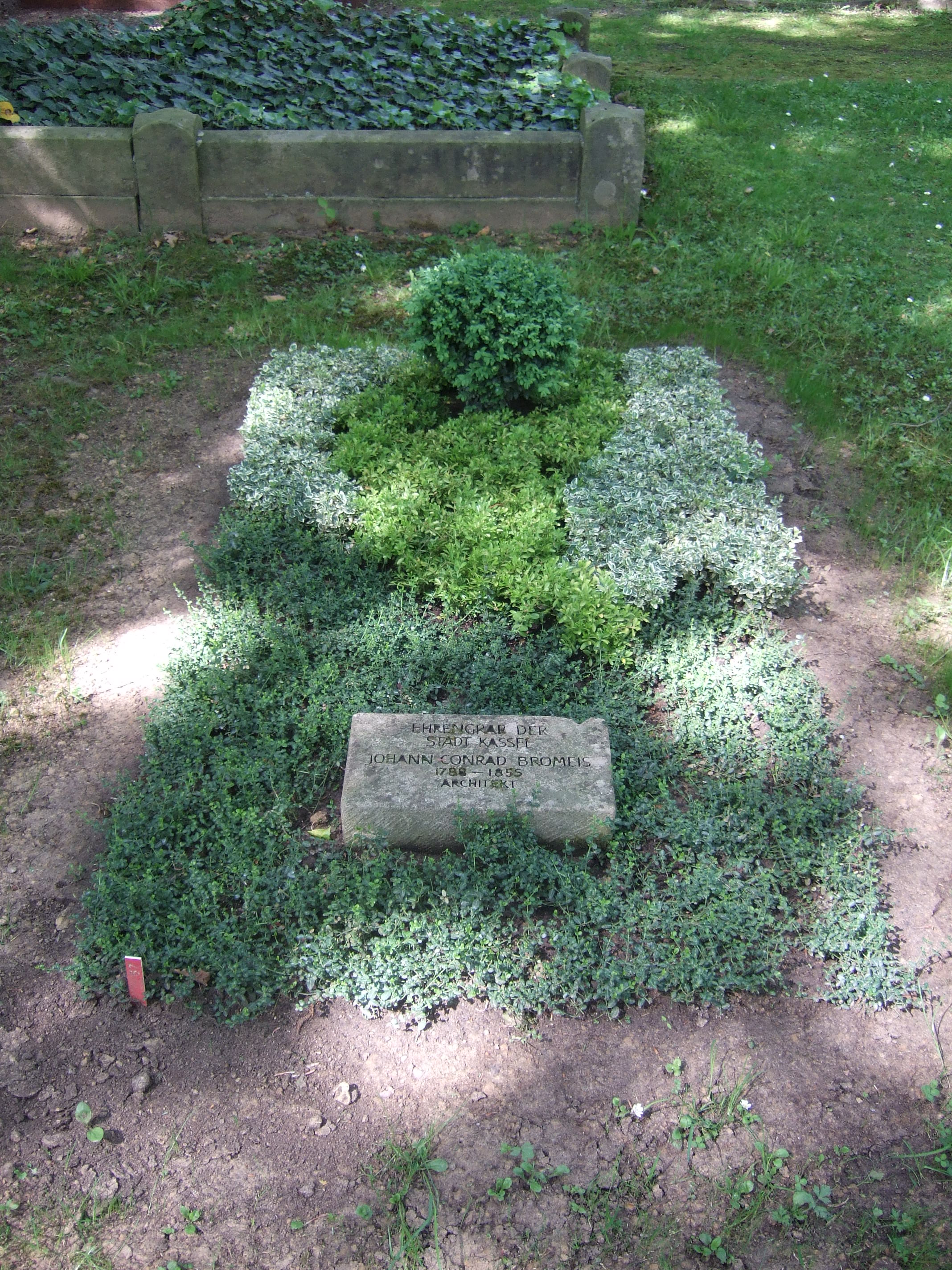
Могила на кладбище в Касселе

Родился 21 сентября 1788 года в Касселе в семье мелкого буржуа.
После обучения в средней школе в Касселе, учился в Кассельской академии искусств у архитектора Heinrich Christoph Jussow. По окончании учебы был назначен в 1810 году инспектором зданий в местечке Wilhelmshöhe, ныне район Касселя. Во время французской оккупации Гессен-Касселя, являвшегося частью Королевства Вестфалия, он познакомился с французским архитектором Auguste Henri Victor Grandjean de Montigny, бывшим в то время первым архитектором Жерома Бонапарта, короля Вестфалии, работавшим в стиле ампир, которому у него учился Бромейс.
После освобождения территории Kurfürstentum Hessen, с 1814 по 1821 годы, Иоганн Бромейс работал в качестве преподавателя архитектуры в кассельской художественной школе Kunsthochschule Kassel. С 1821 году был придворным архитектором курфюрста Вильгельма II. В период с 1816 по 1826 годы он построил в Касселе Белый дворец (нем. Weißes Palais), расширил  Palais Reichenbach и создал Красный дворец (нем. Rotes Palais) на площади Фридриха. Это были одни из самых значительных произведений стиля ампир в Германии.
В 1825 году Иоганн Бромейс был директором департамента архитектуры Кассельской академии искусств. В 1830 году стал директором и руководителем всего строительства в Гессен-Касселе, достигнув апогея в своей карьере архитектора. После смерти курфюрста Вильгельма II, в 1849 году, была упразднена должность директора по строительству и создана строительная комиссия, которую возглавил Бромейс. В 1853 году он вышел на пенсию.
Умер 19 июня 1855 года в Касселе.

Некоторые работы
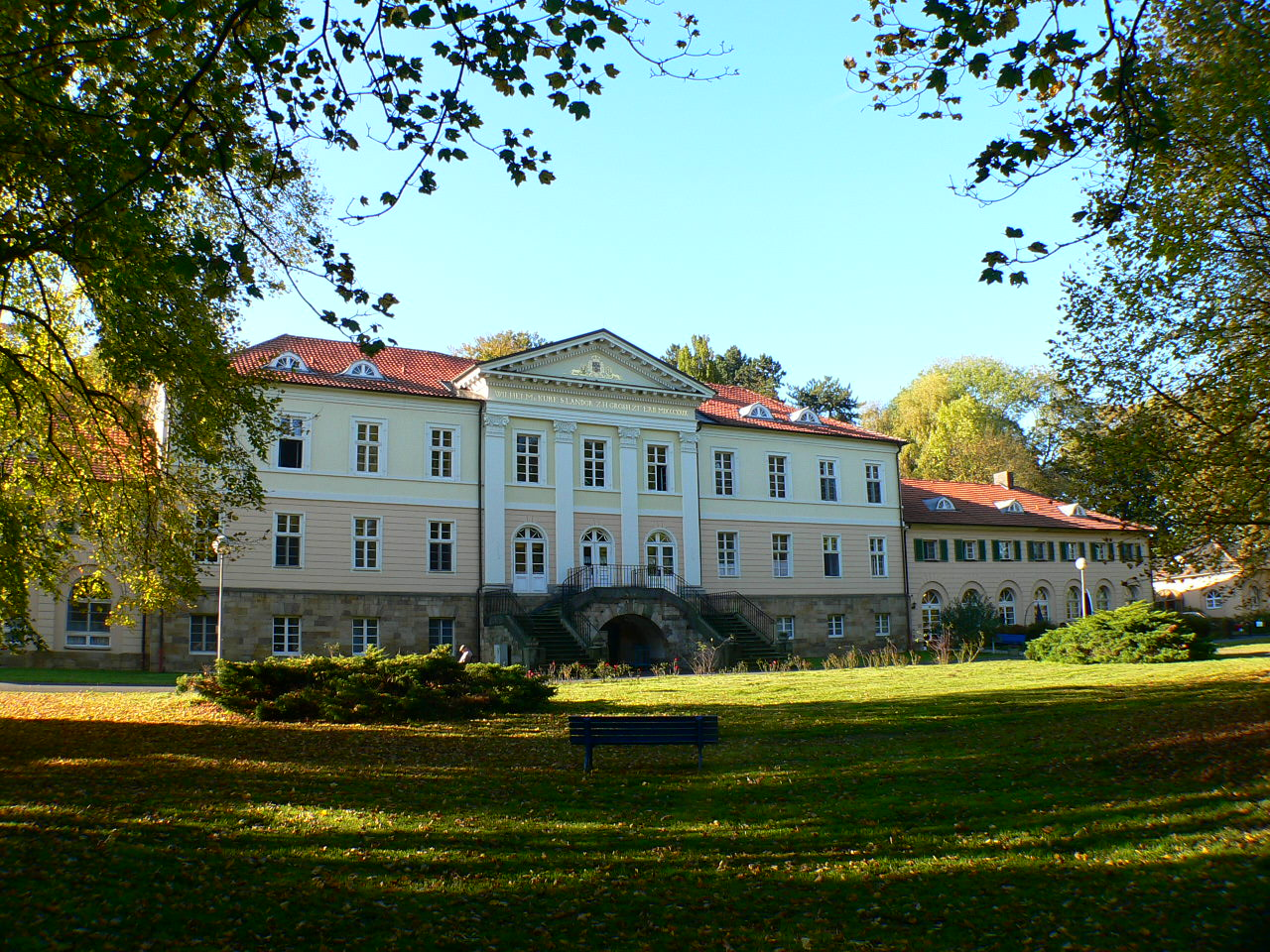
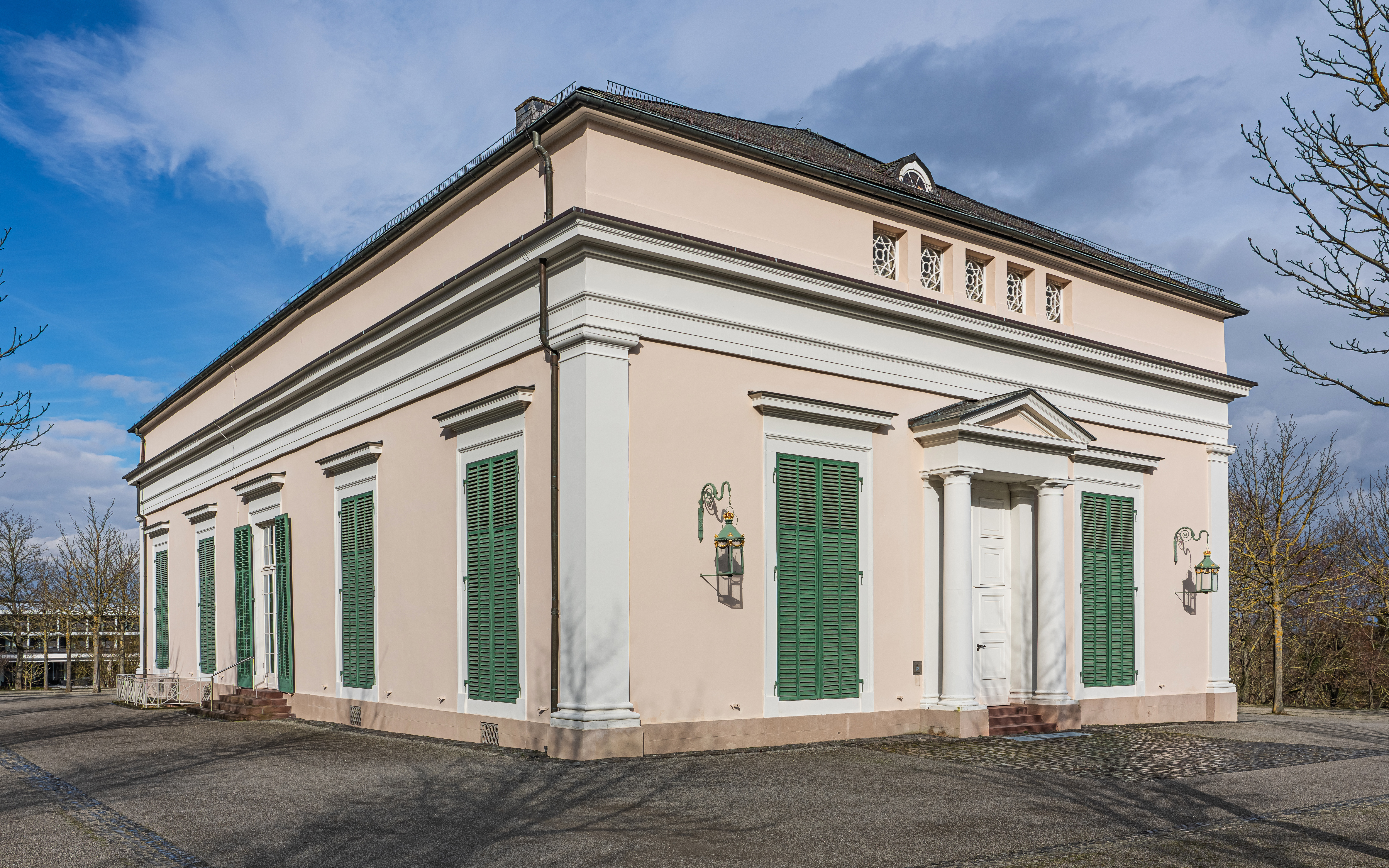
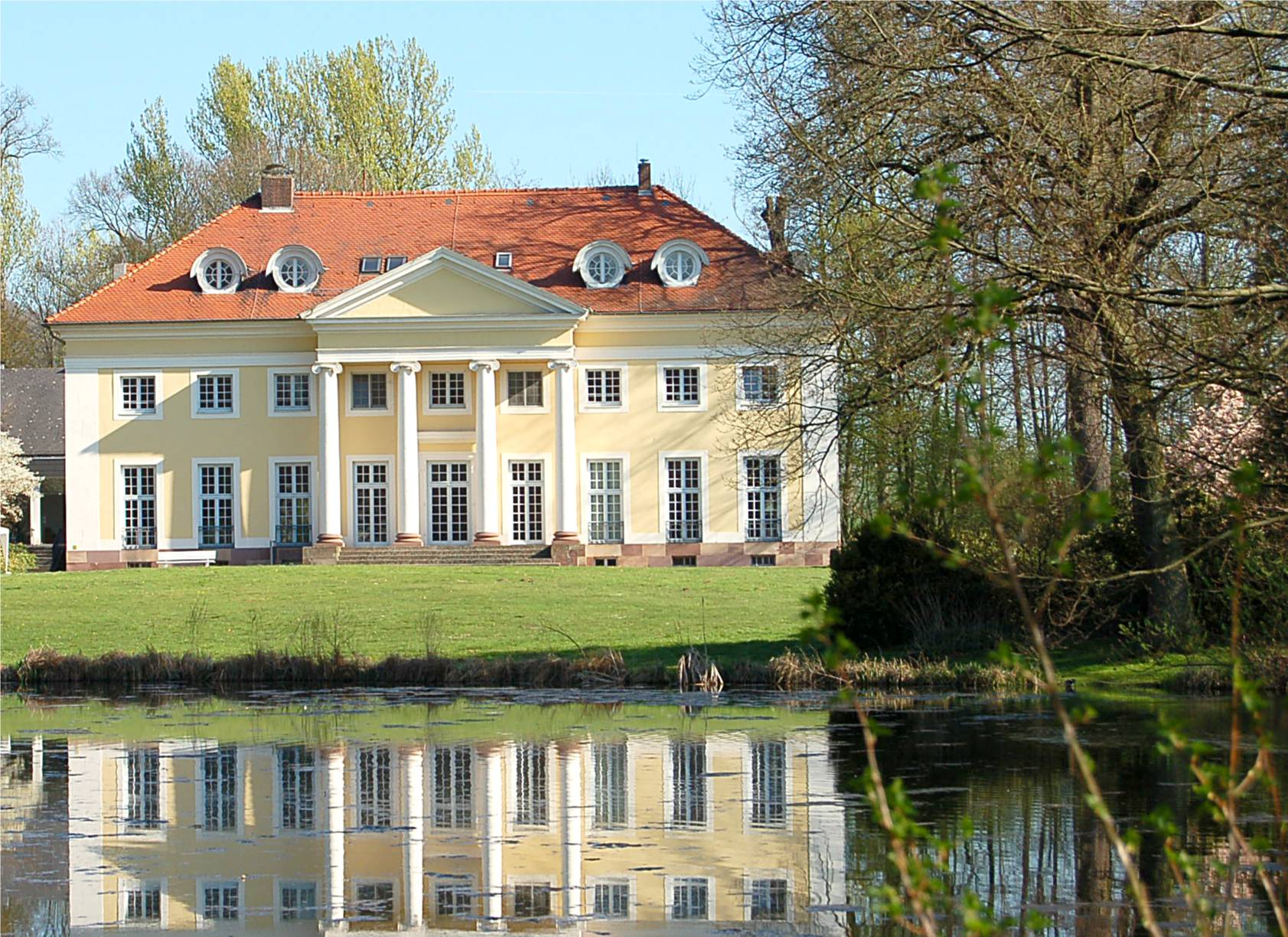